# Fédération du Cambodge de basket-ball
La Fédération de Cambodge de basket-ball est une association, fondée en 1958, chargée d'organiser, de diriger et de développer le basket-ball au Cambodge.
La Fédération représente le basket-ball auprès des pouvoirs publics ainsi qu'auprès des organismes sportifs nationaux et internationaux et, à ce titre, la Cambodge dans les compétitions internationales. Elle défend également les intérêts moraux et matériels du basket-ball cambodgien. Elle est affiliée à la FIBA depuis 1958, ainsi qu'à la FIBA Asie.
La Fédération organise également le championnat national.